# Restinclièiras
Restinclièiras (en francès Restinclières) és un municipi occità del Llenguadoc situat al departament de l'Erau i a la regió d'Occitània.